# Mordrezepte der Barbouzes
Mordrezepte der Barbouzes (Originaltitel: Les Barbouzes) ist ein 1964 veröffentlichter französischer Agentenfilm mit Lino Ventura in der Hauptrolle.

## Handlung
In Paris wird die französische Gegenspionage auf den Tod des internationalen Waffenhändlers Shah in einem teuren Bordell aufmerksam gemacht. Um Rückwirkungen zu vermeiden und diese Gelegenheit zu nutzen, wird der Spitzenagent Francis Lagneau damit beauftragt, Shahs Leiche in sein bayerisches Schloss zurückzubringen. Dort übergibt er sie der ebenso jungen wie attraktiven Witwe Amaranthe, gegenüber der er sich als Ludo, dem Cousin des Toten, ausgibt. Amaranthe ist nun die rechtmäßige Inhaberin der wertvollen Patente für die von Shah erworbenen Atomwaffen. Der falsche Cousin Ludo hat nun die Aufgabe, die Patente für Frankreich zu erwerben, doch auch die anderen Großmächte sind hinter den Atomwaffen her. So treffen auf dem Schloss ein falscher russischer Stiefbruder namens Boris Wassiljew, ein falscher deutscher Psychoanalytiker namens Hans Müller und ein falscher italienischer Priester namens Eusebio Cafarelli zusammen.
Nachdem sie erfolglos versucht haben, sich gegenseitig aus dem Weg zu räumen, unter anderem mit einer Bombe in der Badezimmerzisterne und einem Skorpion im Bett, vereinbaren die vier Agenten zunächst einen Waffenstillstand und konzentrieren sich stattdessen darauf, die Witwe zu umwerben. Dabei stehen sie vor zwei neuen Herausforderungen: Eine davon ist O’Brien, ein dreister Amerikaner, der regelmäßig in das Schloss einfällt und von den Agenten in den Wassergraben geworfen wird. Die andere besteht in Form chinesischer Spione, die das Schloss infiltrieren, indem sie die Diener nacheinander töten und ihre Plätze einnehmen.
Nachdem die Agenten die Chinesen in einem Kampf besiegt haben, verbringt Francis die Nacht mit Amaranthe und flieht mit ihr am nächsten Morgen nach Lissabon, wo sich die Patente in einem Tresorraum befinden. Amaranthe sieht die Flucht als eine Hochzeitsreise mit ihrem nächsten Ehemann und willigt ein, mit Francis und den Patenten nach Frankreich zurückzukehren. Aber die drei betrogenen Spione und O’Brien haben noch nicht aufgegeben, was zu weiteren Kämpfen führt. Am Ende begeht Francis in einem patriotischen Akt Bigamie, indem er Amaranthe heiratet, um die Patente für Frankreich zu sichern.

## Kritik
- Das Lexikon des internationalen Films befand: „Leichenreicher, gleichwohl fröhlicher Konkurrenzkampf unter internationalen Geheimagenten. Bis zur völligen Absurdität verfremdete, unterhaltsame Parodie des Spionagefilms.“[2]
- Prisma befand: „In dieser turbulenten Agentenkomödie lässt Lautner keine Gelegenheit aus, sich über die nationaltypischen Macken von Deutschen, Russen, Amerikanern, Chinesen und natürlich seiner Landsleute lustig zu machen.“[3]
- Die Filmzeitschrift Cinema urteilte: „Abgedrehte, fröhliche Agentenparodie“.[4]
- Die Bundeszentrale für politische Bildung befand: „Für den Trend zu einer ironischen Auffassung des Agentenfilm-Genres ist Les Barbouzes / Mordrezepte der Barbouzes aus dem Jahr 1964 ein wunderbares Beispiel. Der Titel ist ein Jargonausdruck für ‚die Geheimagenten‘ und spielt auf die falschen Bärte an, die sich jene so oft ankleben. Les Barbouzes ist verspielt und voll von visuellem und sprachlichem Witz, gelegentlich albern und überdreht; ein karnevalesker Spaß, der überquillt von humorvoll aufgespießten Klischees.“[5]
- Der Münchner Merkur schrieb: „Was einst todernst begann, was dann durch James Bond zum augenzwinkernden Abenteuer wurde, das wird nun zur konsequent übersteigerten Groteske“.[6]
- Das Fazit der Berliner Morgenpost: „Wo der glorreiche James Bond sein Leben damit verbringt, seine Widersacher trickreich aus demselben zu befördern, ist der Weg zu einer Parodie geheimagentlichen Tuns nicht weit.“ Frankreichs „Antwort auf Amerikas Kassenknüller Nr. 1“ mache sich lustig über alle „politischen, amourösen und tötungstechnischen Drangsale" der Geheimagenten“.[7]